# フローレンス・ハート
フローレンス・ハート（Florence Hart, 1893年1月8日 - 1960年3月30日）は、アメリカ合衆国の女優である。

## 人物・来歴
生年生地不詳。
1913年（大正2年）に、ニューヨークのブロードウェイにあるカジノ劇場で、カール・ミレッカーのオペレッタ『乞食学生行進曲』（The Beggar Student, 原題 Der Bettelstudent）の舞台にコーラスの1人として立った記録がある。
1920年（大正9年）、ユニヴァーサル・フィルム・マニュファクチュアリング・カンパニー（現在のユニバーサル・ピクチャーズ）が製作・配給、ノーマン・ドーンが監督、青木鶴子が主演したサイレント映画『東京の妖婦』に脇役として出演、同年6月に同作が公開されたのが、もっとも古い映画への出演記録である。同月26日、同年に前妻と離婚したばかりのスター俳優ケネス・ハーランと結婚する。夫ハーランは前年11月1日に公開されたジョージ・シーグマン監督の『戦慄』（別題『恐怖の瞬間』）を最後に、ユニヴァーサルを退社しているが、フローレンスが出演した『東京の妖婦』は、『戦慄』の脚本家ドリス・シュローダーの作品である。同年8月、フェイマス・プレイヤー＝ラスキーで脇役として出演した、ウィリアム・C・デミル監督、トーマス・ミーアン主演の『愛と芸術』が公開される。
1921年（大正10年）、ヴァイタグラフ・カンパニー・オヴ・アメリカ（ヴァイタグラフ・スタジオ）で脇役として出演した、ジョージ・ランドルフ・ チェスター監督、ウィルフリッド・ノース主演の『二代成金』、ならびにアール・ウィリアムスが自らのアール・ウィリアムス・プロダクションズで製作して主演、ヴァイタグラフが配給したデイヴィッド・スミス監督の It Can Be Done 、この2作以降の出演記録は見当たらない。
1922年（大正11年）、夫ハーランと離婚する。ハーランは同年、スチュアート・ペイトン監督の『命懸けの大競争』、ウィリアム・A・サイター監督の『女は曲者』で、女優のマリー・プレヴォーと共演、2年後にはプレヴォーと結婚している。
1960年（昭和35年）3月30日、ペンシルベニア州ジャーマンタウンにて67歳で死去した。

## フィルモグラフィ
すべて出演作である。
- 『東京の妖婦』 A Tokyo Siren : 監督ノーマン・ドーン、主演青木鶴子、1920年 - 出演・役 Amelia Niblock
- 『愛と芸術』 The Prince Chap : 監督ウィリアム・C・デミル、主演トーマス・ミーアン、1920年 - 出演・役 Claudia's Mother
- 『二代成金』 The Son of Wallingford : 監督ジョージ・ランドルフ・ チェスター、主演ウィルフリッド・ノース、1921年 - 出演・役 Mrs. Fannie Wallingford
- It Can Be Done : 監督デイヴィッド・スミス、主演アール・ウィリアムス、1921年 - 出演・役 Mrs. Standish

## 関連事項
- カジノ劇場 (ブロードウェイ) （en:Casino Theatre (Broadway)）
- 青木鶴子 （en:Tsuru Aoki）
- ドリス・シュローダー （en:Doris Schroeder）
- フェイマス・プレイヤー＝ラスキー （en:Famous Players-Lasky）
- ヴァイタグラフ・スタジオ （en:Vitagraph Studios）
- デイヴィッド・スミス (映画監督) （en:David Smith (director)）

## 註
1. 1 2 3 4 5 6 7 8  Florence Hart, Internet Movie Database （英語）, 2010年6月16日閲覧。
2. ↑  Florence Hart, Internet Broadway Database （英語）, 2010年6月16日閲覧。
3. 1 2 3  Kenneth Harlan - IMDb（英語）, 2010年6月16日閲覧。
4. ↑  Doris Schroeder - IMDb（英語）, 2010年6月16日閲覧。